# Flers (Somme)
Flers (picardisch: Flèr) ist eine französische Gemeinde mit 194 Einwohnern (Stand 1. Januar 2022) im Département Somme in der Region Hauts-de-France im Norden von Frankreich. Die Gemeinde gehört zum Kanton Péronne.

## Geographie
Die Gemeinde liegt rund 8 km nordwestlich von Combles und 8 km südlich von Bapaume an der Départementsstraße D197.

## Geschichte
In Flers kamen im Ersten Weltkrieg während der Schlacht an der Somme in der Schlacht von Flers-Courcelette erstmals Panzer zum Einsatz (1916). Die Gemeinde erhielt als Auszeichnung das Croix de guerre 1914–1918.

## Einwohner
| 1962 | 1968 | 1975 | 1982 | 1990 | 1999 | 2006 | 2010 | 2020 |
| ---- | ---- | ---- | ---- | ---- | ---- | ---- | ---- | ---- |
| 230  | 220  | 212  | 184  | 182  | 138  | 156  | 169  | 201  |

## Verwaltung
Bürgermeister (maire) ist seit 2008 Patrick Bertrand.

## Sehenswürdigkeiten

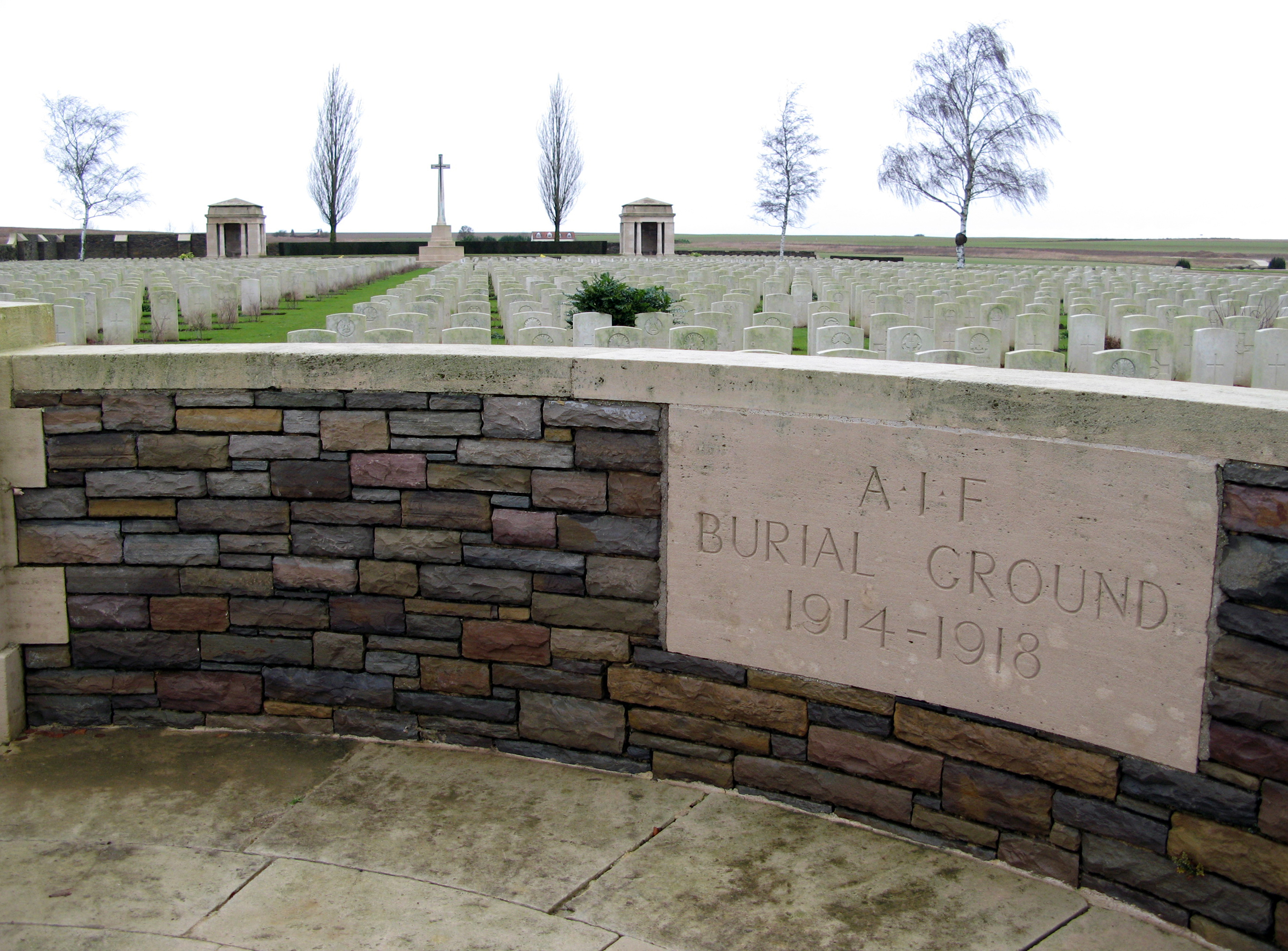
Der Soldatenfriedhof

- Soldatenfriedhof A.I.F. Burial Ground.